# بخش الکیرش
بخش الکیرش (به فرانسوی: Arrondissement d'Altkirch) یک بخش در فرانسه است که در او-رن واقع شده‌است.